# Balete (Batangas)
Pour les articles homonymes, voir Balete.
Balete est une municipalité de la province de Batangas, aux Philippines.